# Римское герцогство

Римское герцогство на карте византийской империи 717 года обозначено цифрой (3).

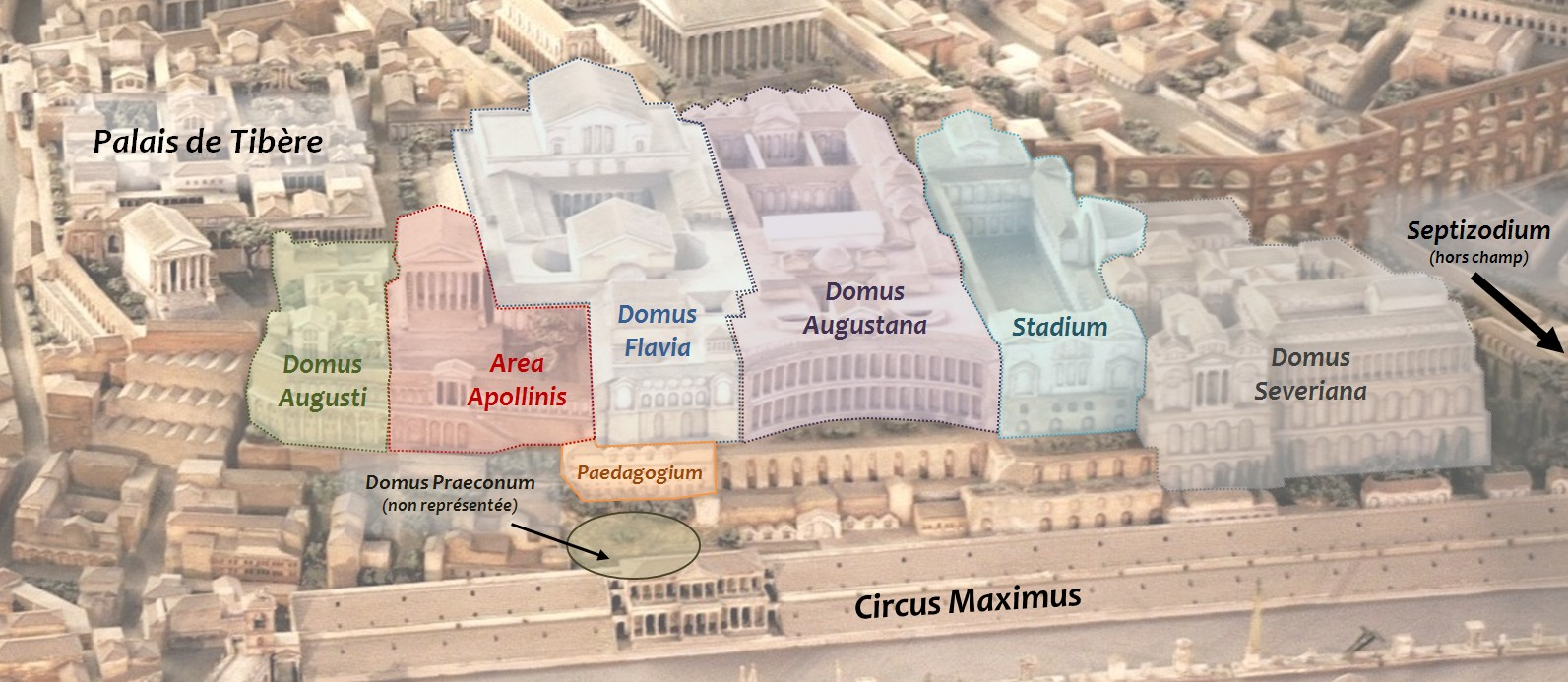
Дворец Августов (Domus Augustana) — штаб-квартира Римского Герцогства на Палатинском холме в Риме

Римское герцогство (лат. Ducatus Romanus) — средневековое административно-территориальное образование на территории Апеннинского полуострова в 590—778 годах. Как и Неаполитанское герцогство, Римское герцогство возникло как остаточная провинция Византийской империи, затем добилось автономии, и впоследствии превратилось в независимое государство.

## История
Сразу после лангобардского вторжения в Италию в середине VI века ядро территории будущего герцогства (город Рим и окружающий его Лацио) являлись оплотом византийского сопротивления. Данную территорию, а также весь Византийский коридор, в свой состав в это время включал Равеннский экзархат, подчиняющийся римскому (византийскому) императору в Константинополе. Однако, около 590 года папа Григорий I в своём письме впервые употребляет новый титул «герцог Рима». Фактически именно Григорий I стал инициатором формирования нового государства в государстве, став центром местной оппозиции не только лангобардам, но, и даже в больше степени, византийцам.
В 725 году экзарх Равенны был вынужден был послать карательную экспедицию в Рим для усмирения Папы Григория II. Несмотря на усиливающуюся власть папства, политическая власть в формирующемся герцогстве некоторое время всё же принадлежала герцогам-дуче. Более поздние герцоги пытались даже сместить Пап путём организации сговоров и переворотов. Но по мере ослабления влияния Византии в регионе, Папы искали и находили всё большую поддержку у франков и лангобардов. Последние щедро благодарили пап за их «прозападную» ориентацию, даруя им подарки в виде отнятых у византийцев земель в Центральной Италии, положив начало так называемой Папской области.
После захвата Северной Лангобардии франками власть пап в герцогстве стала абсолютной, как светской, так и религиозной. В период между 778 и 781 годами герцоги больше не назначаются Папами, хотя в 815 году упоминается некий герцог Сергий. После этого Римское герцогство окончательно трансформируется в Папское государство.

## Список герцогов Рима
- Пётр (до 725)
- Марин (с 725)
- Стефан (743)
- Тото[англ.] (767—768)
- Гратиос (769—772)
- Иоанн (с 772)
- Теодор (772)
- Леонин (795)
- Сергий (815)